# Новська
Но́вська (хорв. Novska) — місто в Хорватії, на заході Славонії, належить до Сисацько-Мославинської жупанії.

## Загальні відомості
Місто Новська розташовано між Кутиною та Новою Градишкою, за 95 км на південний схід від столиці Загреба, на автотрасі Загреб-Белград. Це також залізничний вузол у середній точці залізничної лінії Загреб-Вінковці. 
Місто відоме своїм заводом сталевих колінчастих труб Metaflex.

## Історія
Зачатки історії міського будівництва й побуту в побудованих житлах, пов'язують з нинішнім Старим Селом, північно-східною частиною міста. У Переліку парафій Загребської єпархії 1334 р. згадується і парафія Item sancti Demetrii de Belina, яку ототожнюють з найстарішою назвою міста Новська — Bjelavina.
З будівництвом залізниці в 1888 році, а потім іншої гілки в 1897 р., Новська стає важливим залізничним вузлом. У Королівстві Югославія район (котар) Новська в 1931 році займав площу 618 км² з 29 164 жителів.
Церква Св. Луки і будинок парафіяльного священика з 1773 р. (знесений в 1902 році і знову збудований того самого року) належать до стилю бароко вісімнадцятого століття. Будівлі в стилі модерн XIX сторіччя: старий готель, колишня аптека та інші відсутні нині архітектурні об'єкти - надали Новська міських рис. 
Упродовж війни в Хорватії Новська опинилося на західній стороні коридору, який сполучав через Окучані територію належної до Республіки Сербська Країна сепаратистської Сербської Автономної Області Західна Славонія із захопленою сербами частиною Боснії і Герцеговини. Спроби розширити коридор призвели до великих руйнувань у Новська.

## Демографія
За переписом населення з 1991 року, громада Новська мала 24 696 мешканців, розподілених по 37 населених пунктах.
| рік перепису | всього | хорвати         | серби          | югослави    | решта         |
| ------------ | ------ | --------------- | -------------- | ----------- | ------------- |
| 1991         | 24 696 | 16 556 (67,03%) | 5 402 (21,87%) | 675 (2,73%) | 2 063 (8,35%) |

За даними перепису 1991 р. в громаді Новська проживало 335 українців.
Колишню велику громаду Новська скасовано територіальною реорганізацією в Хорватії, натомість виникло три муніципальні утворення: Місто Новська, громада Ясеноваць і громада Липовляни.
Згідно з новим територіальним поділом, національний склад 1991 року був таким: 
| муніципалітет     | всього | хорвати        | серби         | югослави    | решта        |
| ----------------- | ------ | -------------- | ------------- | ----------- | ------------ |
| місто Новська     | 17231  | 11305 (65,60%) | 4414 (25,61%) | 481 (2,79%) | 1031 (5,98%) |
| громада Ясеноваць | 3599   | 2419 (67,21%)  | 911 (25,31%)  | 106 (2,94%) | 163 (4,52%)  |
| громада Липовляни | 3866   | 2832 (73,25%)  | 77 (1,99%)    | 88 (2,27%)  | 869 (22,47%) |

Населення громади за даними перепису 2011 року становило 13518 осіб, 10 з яких назвали рідною українську мову. Населення самого міста становило 7028 осіб.
Динаміка чисельності населення громади:
Динаміка чисельності населення міста:

## Населені пункти
Крім міста Новська, до громади також входять: 
- Баїр
- Бороваць
- Брестача
- Брезоваць
- Брочиці
- Язавиця
- Козариці
- Крицьке
- Ловська
- Нова Субоцька
- Новий Грабоваць
- Паклениця
- Плесно
- Поповаць
- Радженовці
- Райчичі
- Раїч
- Рожданик
- Сигетаць
- Стара Субоцька
- Старий Грабоваць
- Вочариця

## Клімат
Середня річна температура становить 11,37°C, середня максимальна – 25,79°C, а середня мінімальна – -5,30°C. Середня річна кількість опадів – 926 мм.
| Клімат міста                                  | Клімат міста | Клімат міста | Клімат міста | Клімат міста | Клімат міста | Клімат міста | Клімат міста | Клімат міста | Клімат міста | Клімат міста | Клімат міста | Клімат міста | Клімат міста |
| Показник                                      | Січ.         | Лют.         | Бер.         | Квіт.        | Трав.        | Черв.        | Лип.         | Серп.        | Вер.         | Жовт.        | Лист.        | Груд.        |              |
| Середній максимум, °C                         | 7,25         | 9,06         | 13,32        | 17,90        | 22,71        | 25,79        | 24,68        | 23,97        | 20,31        | 15,40        | 9,90         | 5,70         |              |
| Середня температура, °C                       | 0,97         | 2,78         | 7,02         | 11,62        | 16,42        | 19,50        | 21,04        | 20,31        | 16,66        | 11,78        | 6,25         | 2,04         |              |
| Середній мінімум, °C                          | −5,3         | −3,5         | 0,76         | 5,34         | 10,16        | 13,23        | 17,39        | 16,67        | 13,00        | 8,11         | 2,60         | −1,61        |              |
| Норма опадів, мм                              | 59           | 54           | 64           | 78           | 82           | 95           | 85           | 88           | 78           | 83           | 89           | 71           |              |
| Середньомісячна швидкість вітру, м/с          | 1.67         | 1.90         | 2.28         | 2.20         | 2.00         | 1.82         | 1.80         | 1.62         | 1.60         | 1.67         | 1.70         | 1.70         |              |
| Середньомісячна сонячна радіація, кДж/м²·день | 4314         | 7143         | 10964        | 15384        | 19671        | 22005        | 22780        | 19974        | 14873        | 9154         | 4856         | 3573         |              |
| --------------------------------------------- | ------------ | ------------ | ------------ | ------------ | ------------ | ------------ | ------------ | ------------ | ------------ | ------------ | ------------ | ------------ | ------------ |
| Джерело:                                      |              |              |              |              |              |              |              |              |              |              |              |              |              |